# Cymbachina albobrunnea
Cymbachina albobrunnea är en spindelart som först beskrevs av Arthur Urquhart 1893.  Cymbachina albobrunnea ingår i släktet Cymbachina och familjen krabbspindlar. Inga underarter finns listade i Catalogue of Life.